# Kent Lindén
Kent Mikael Lindén, född den 11 juni 1962. Medverkade och segrade i Dansbandskampen 2008 med Larz-Kristerz.  Han var tidigare medlem i dansbandet Jannkess som var verksamt åren 1980-1995. I Jannkess spelade också Trond Korsmoe och Mikael Eriksson som båda nu är medlemmar i Larz Kristerz.
Kent spelade på heltid med Larz-Kristerz efter Dansbandskampen, bland annat under non-stop-danserna med Scotts och var även med på Larz-Kristerz första album hos Sony Music, Hem till dig. Han medverkade även när bandet uppträdde i Allsång på Skansen sommaren 2009.  
I juni 2009 blev Torbjörn Eriksson ordinarie i Larz-Kristerz igen.
I slutet av september 2009 återkom Lindén på heltid igen. Då på grund av att Stefan Nykvist ledde egen kör i Tv4 Körslaget 2009. Nykvist tog efter sin medverkan i Körslaget en "time-out" från Larz-Kristerz för att ordna egen krogshow i Rättvik. Kent fortsatte då på heltid fram till den 1 mars 2010. Sedan april 2022 är Kent åter en av medlemmarna i Larz-Kristerz

## Diskografi

### Album
- Larz-Kristerz - Hem till dig - 2009

### Singlar
- Larz-Kristerz - Carina - 2009
- Larz-Kristerz - Hem till dig - 2009

## Filmografi
- 2008 -  Dansbandskampen
- 2009 -  Babben & Co
- 2009 -  Allsång på skansen